# Salomon van Ruysdael

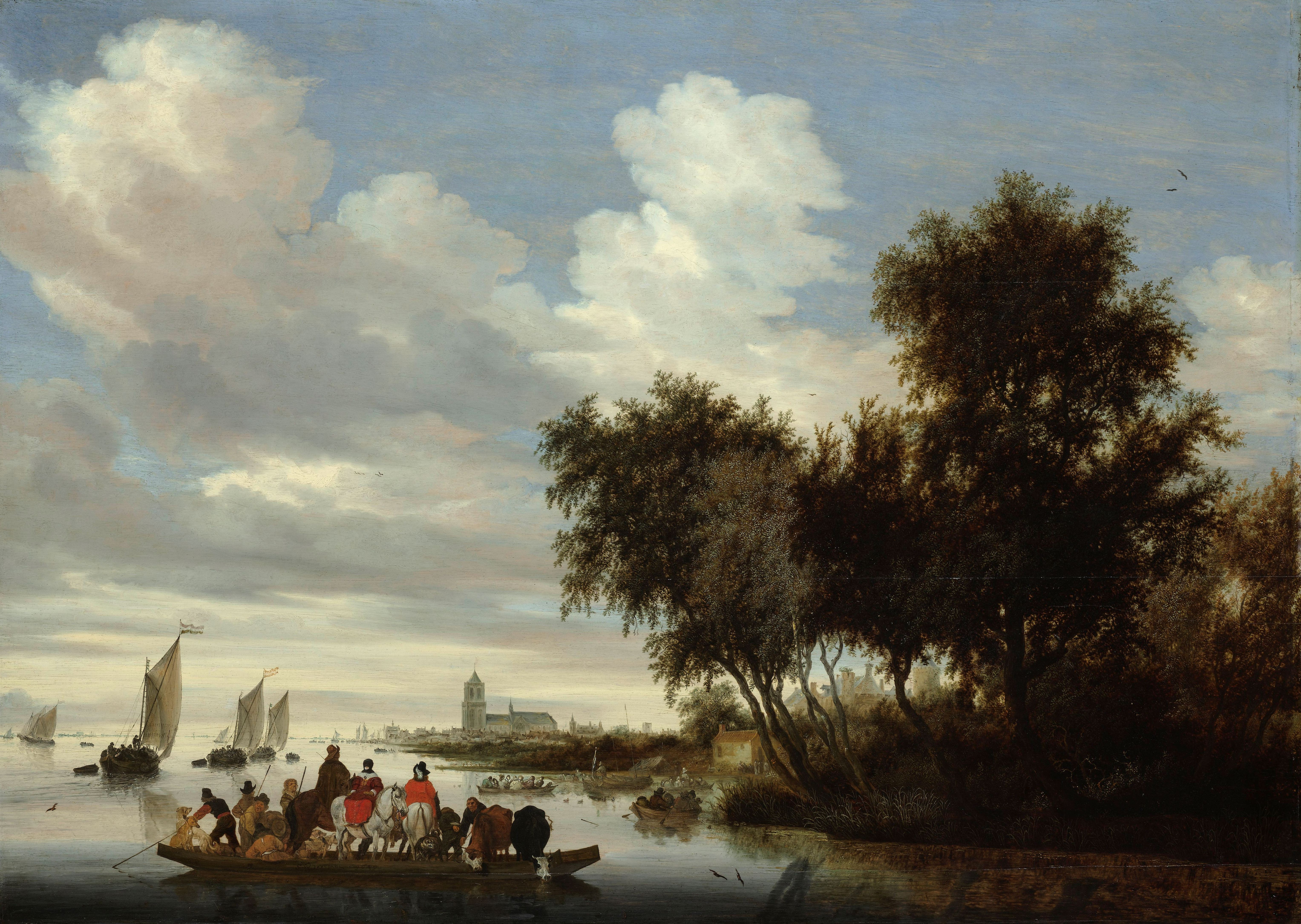
Rivierlandschap met een veerboot (1649)

Salomon Jacobsz. van Ruysdael (Naarden, ca. 1600-1603 – Haarlem, begraven 3 november 1670) was een Nederlands kunstschilder en tekenaar uit de Gouden Eeuw. Hij stond vooral bekend om zijn rivierlandschappen, vaak met veerboten, zoals in zijn kunstwerken Rivierlandschap met een veerboot (1649) en Veerpont (1657).
Zijn oorspronkelijke naam was De Goyer, totdat hij en zijn broer Isaack hun naam veranderden in Ruysdael, naar het kasteel Ruysdael in de buurt van hun vaders geboorteplaats Blaricum.

Van Ruysdael werd in 1623 opgenomen in het Haarlemse schildersgilde. Hij kreeg zijn opleiding vermoedelijk bij Esaias van de Velde, onder wiens invloed hij aanvankelijk winterlandschappen schilderde. Hij bracht zijn hele leven door in Haarlem, maar maakte korte reizen naar andere Hollandse steden, waar hij stadsgezichten schilderde. Later, in de jaren 1630, schilderde hij onder invloed van Jan van Goyen Hollandse rivierlandschappen in een meer monochrome stijl. 

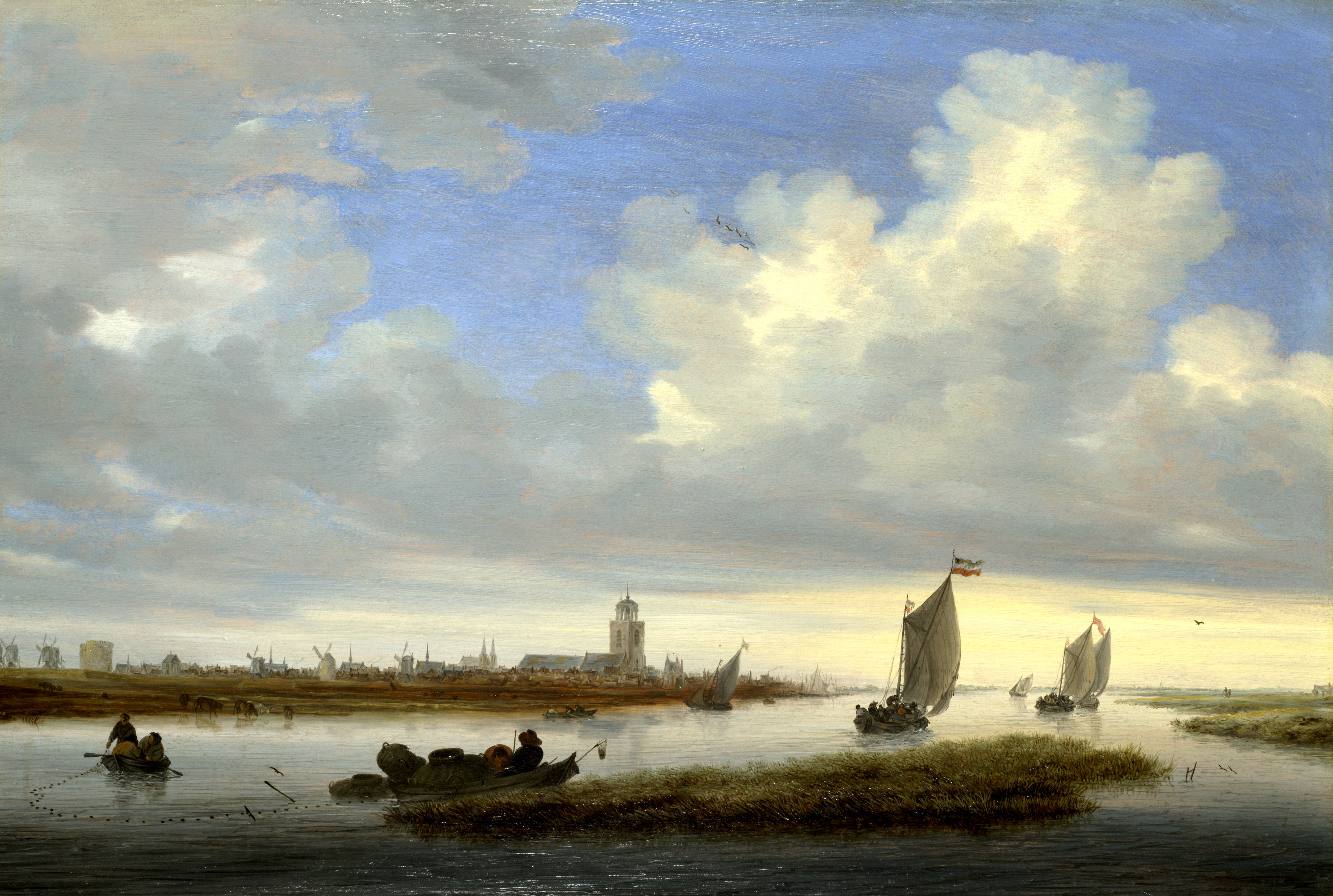
Gezicht op Deventer vanuit het noordwesten (1657)

De bekende kunstschilder Jacob van Ruisdael was zijn neef. Jacob (die als enige in de familie de achternaam met een i schreef) is wellicht een leerling geweest van zijn oom Salomon.
De kunstverzamelaar Jacques Goudstikker organiseerde in 1936 een tentoonstelling rond Salomon van Ruysdael. Goudstikkers rijke kunstcollectie werd tijdens de Tweede Wereldoorlog grotendeels bemachtigd door Hermann Göring en kwam na de oorlog deels in rijksbezit. Twee Ruysdaellandschappen uit de Goudstikkercollectie, Schepen op een turbulente zee en Rivierlandschap met gezicht op Herwen en Aerdt in Gelderland, kwamen in het Rijksmuseum te hangen. De Nederlandse overheid bepaalde in 2006 dat deze teruggegeven moeten worden aan de eerste erfgename van Goudstikker, Marei von Saher.